# Municipio de Kiowa (Kansas)
El municipio de Kiowa (en inglés: Kiowa Township) es un municipio ubicado en el condado de Barber en el estado estadounidense de Kansas. En el año 2010 tenía una población de 1136 habitantes y una densidad poblacional de 9,12 personas por km².

## Geografía
El municipio de Kiowa se encuentra ubicado en las coordenadas 37°1′44″N 98°29′57″O / 37.02889, -98.49917. Según la Oficina del Censo de los Estados Unidos, el municipio tiene una superficie total de 124.6 km², de la cual 124,21 km² corresponden a tierra firme y (0,31 %) 0,39 km² es agua.

## Demografía
Según el censo de 2010, había 1136 personas residiendo en el municipio de Kiowa. La densidad de población era de 9,12 hab./km². De los 1136 habitantes, el municipio de Kiowa estaba compuesto por el 95,77 % blancos, el 0,18 % eran afroamericanos, el 1,06 % eran amerindios, el 0,18 % eran asiáticos, el 1,58 % eran de otras razas y el 1,23 % eran de una mezcla de razas. Del total de la población el 3,7 % eran hispanos o latinos de cualquier raza.